# أولاد عدو (أولاد فارس)
أولاد عدو هي إحدى مشيخات المملكة المغربية، تتبع جغرافيا لإقليم سطات وإداريًا لأولاد فارس. يقدر عدد سكانها بـ 4518 نسمة حسب الإحصاء الرسمي للسكان والسكنى لسنة 2004.